# Marcus Mester
Marcus Mester (* 1806 in der Nähe von Brügge bei Kiel; † 11. November 1881 in Rosdorf) war ein deutscher Dorfschullehrer und Landtagsabgeordneter.
Marcus Mester wurde als eines von zwölf Kindern eines Organisten geboren. Er bildete sich als Autodidakt und wurde Lehrer. Ab Herbst 1829 war er Lehrer in Döhnsdorf.
In der Märzrevolution wurde der Döhnsdorfer Volksbelehrungsverein gegründet und Mester als Vorsitzender gewählt. Dieser Verein engagierte sich für radikaldemokratische Reformen und die Bildung der Landbevölkerung. 1850 ging er im Schleswig-Holsteinischen Arbeitergesamtverein auf.
In der Wahl zur konstituierenden Landesversammlung wurde Mesters im 22. holsteinischen Wahlbezirk (Lütjenburg) mit 1271 Stimmen gewählt. Im Wahlkreis wurden zwei Abgeordnete gewählt. Der Zweitplatzierte, Christian Wilhelm Gustav Rosenhagen, erhielt 1085 Stimmen. In der Landesversammlung gehörte er der linken Opposition an.
Am 5. Februar 1849 kam es auf Gut Farve zu einer Arbeitsniederlegung der Insten. Die Rädelsführer des Streiks wurden verhaftet. Marcus Mester wurde ebenfalls beschuldigt, treibende Kraft hinter den Unruhen zu sein.
Auch bei den Wahlen zur ersten regulären Landesversammlung im Juni 1850 wurde Mester in die Landesversammlung gewählt. Auf der letzten Sitzung der Landesversammlung am 11. Januar 1851 stimmte er gegen die Annahme der Olmützer Punktation.
Nach dem Ende der Schleswig-Holsteinischen Erhebung wurde Marcus Mester wegen der Unterschlagung gesammelter Gelder angeklagt. Die Untersuchung begann am 30. April 1851 und war mit einer Suspendierung Mesters vom Schuldienst ab dem 1. Mai 1851 verbunden. Als Verteidiger Mesters trat dessen ehemaliger Parlamentskollege Friedrich Hedde auf. Der Prozess wurde durch alle Instanzen geführt. Das Oberappellationsgericht Kiel sprach Mester am 9. Juli 1853 vollständig frei. Trotz des Freispruchs wurde Mester am 9. August 1854 ohne Pension aus dem Schuldienst entlassen. Er zog nach Rosdorf, und lebte dort als Landwirt.